# Parlamentswahl in Syrien 2012

Sitzverteilung:
Nationale Fortschrittsfront, 168 Sitze
Volksfront für Wandel und Freiheit, 5 Sitze
Unabhängige, 77 Sitze

Die Wahl zum Volksrat in Syrien 2012 fand am 7. Mai 2012 statt. Sie folgte auf die Annahme einer neuen Verfassung in einem Volksentscheid am 26. Februar.

## Hintergrund
Die Wahlen sollten ursprünglich im Mai 2011 stattfinden und wurden zunächst auf Februar 2012 verschoben. Aufgrund des syrischen Bürgerkrieges ab 2011 und des Verfassungsreferendums wurden die Wahlen erneut auf den aktuellen Termin verschoben. Die Legislaturperiode des 250 Sitze starken Parlaments lief bereits letzten März ab, wurde allerdings in Einklang mit der neuen Verfassung des Landes weiter verlängert. Wenige Tage vor Ankündigung des Termins erklärte Friedensbotschafter Kofi Annan, dass er auf konkrete Vorschläge, die er dem syrischen Präsidenten Baschar al-Assad in zwei Gesprächsrunden gemacht hatte, eine Antwort erwarte. Der Zeitpunkt der Abstimmung wurde an dem Tag angekündigt, als die syrischen Regierungseinheiten einen neuen Sturmangriff auf Rebellenhochburgen im Nordwesten des Landes einleiteten.

## Regeln
Die Wahlen am 7. Mai waren die ersten Wahlen, die dem Entwurf der neuen Verfassung für politischen Pluralismus folgten. Dieser hebt die vom Vater und Vorgänger des Präsidenten, Hafiz al-Assad, aufgestellte Klausel auf, die besagte, dass Assads regierende Baath-Partei die führende Rolle im Staat und der Gesellschaft habe. Unter der neuen Verfassung darf eine Partei nicht auf einer religiösen, regionalen, konfessionellen, berufsbezogenen oder Stammesbasis gegründet werden und auch kein Ableger bzw. Verbündeter einer nichtsyrischen Partei oder politischen Organisation sein. Damit sind die in Syrien verbotene Muslimbruderschaft oder kurdische Parteien, welche nach regionaler Autonomie streben, von der Wahl ausgeschlossen.
Im Juli 2011 bestätigte das syrische Kabinett eine Gesetzesvorlage für allgemeine Wahlen als Teil des Reformprogramms der Regierung, um die Monate des Aufruhrs zu Ende zu bringen. Der Gesetzesentwurf legt die Gründung der obersten Kommission für Wahlen zur Leitung des Wahlprozesses fest.

## Wahl
Aufgrund der andauernden Kämpfe in Syrien kamen Fragen über die Organisation der Wahl auf, da in den Städten von Homs, Hama, Darʿā und in der nördlichen Provinz von Idlib Kampfhandlungen zwischen Rebellen und den Regierungstruppen im Gange waren. Am Tag der Ankündigung der Wahl erklärten Melhem al-Droubi, ein Mitglied der syrischen Muslimbruderschaft und des Syrischen Nationalrates, dass sie die Wahlen „selbstverständlich“ boykottieren werden, da der Wahlausgang festgelegt wäre. Aber dies sei nicht der Schwerpunkt ihres Interesses. Was sie wollen, sei ein echter Wandel mit einer echten Präsidentschaftswahl, die Assad sicherlich verlieren würde.
Am 26. März 2012 berichtete die staatseigene Nachrichtenagentur SANA, dass das syrische Parlament den Präsidenten Baschar al-Assad bitte, die Verschiebung des Wahltermins in Betracht zu ziehen, sodass die übergreifenden Reformen konsolidiert sind, und man das Ergebnis des umfangreichen nationalen Dialogs abwarten sowie die zugelassenen Parteien im Lichte des neuen Parteiengesetzes stärken kann.
Die größte Oppositionsgruppe, die teilnahm, war die Volksfront für Wandel und Freiheit, die 45 Kandidaten hatte, einschließlich 6 im Damaskus-Governorat, und von Qadri Dschamil geleitet wurde. Die Volksfront brachte Dschamils unlizenzierte Partei des Volkswillens mit der Sozialen Nationalistischen Partei zusammen, die innerhalb von Assads Baath-Partei geleiteten Nationalen Fortschrittsfront toleriert wurde.

## Ergebnis
Im Folgenden ist die Sitzverteilung dargestellt:
| Nationale Progressive Front                                      | 168 |     |
| - Arabisch-Sozialistische Baath-Partei                           | 168 | 134 |
| - Sozialistische Unionisten (al-wahdawiyyun al-ischtirakiyyun)   | 168 | 18  |
| - Syrische Kommunistische Partei (Wisal-Farha-Bakdasch-Fraktion) | 168 | 8   |
| - Syrische Kommunistische Partei (Yusuf-Faisal-Fraktion)         | 168 | 3   |
| - Bewegung Nationaler Pakt (Harakat al-ʿahd al-watani)           | 168 | 3   |
| - Arabische Sozialistische Union                                 | 168 | 2   |
| Volksfront für Wandel und Freiheit                               | 5   |     |
| - Syrische Soziale Nationalistische Partei                       | 5   | 4   |
| - Partei des Volkswillens                                        | 5   | 1   |
| Unabhängige                                                      | 77  | 77  |
| Gesamt (Wahlbeteiligung 51,26 %)                                 | 250 | 250 |
| Quelle:                                                          |     |     |

Nach der Wahl wurde Mohammad Dschihad al-Lahham zum Parlamentssprecher und Riad Farid Hedschab zum Ministerpräsidenten ernannt. Die beiden Oppositionsführer Qadri Dschamil und Ali Haidar wurden ebenfalls in die Regierung aufgenommen.